# Cacique
Cacique eller Cazique (femininum: Caciva) är en titel som kommer från taíno-befolkningen och är ett ord som betecknar de förcolumbianska ledarna i Bahamas, Stora Antillerna och Små Antillerna.